# بورموخوس
بورموخوس (به اسپانیایی: Bormujos) یک منطقهٔ مسکونی در اسپانیا است که در سبیا واقع شده‌است. بورموخوس ۱۲ کیلومتر مربع مساحت دارد ۹۸ متر بالاتر از سطح دریا واقع شده‌است.